# John Edgar Platt
John Edgar Platt (* 19. Mai 1886 in Leek (Staffordshire); † 29. April 1967 in Eastbourne) war ein englischer Maler, Holzschneider und Glasmaler. Seine Werke waren Teil der Olympischen Sommerspiele 1928 und der Olympischen Sommerspiele 1948.

## Leben und Werk
John Edgar Platt wurde als Sohn eines Hotelbesitzers geboren. Er besuchte die High School in Newcastle Under Lyme sowie die Margate Art School und die Leek School of Art und studierte von 1905 bis 1908 am Royal College of Art. Nach seinem Abschluss arbeitete er neun Jahre lang als Leiter der Leek School of Art bis ins Jahr 1919. Platt widmete sich besonders der Öl- und Wasserfarbenmalerei und der Holzschnitzerei. Seine erste Ausstellung erfolgte 1913 an der Royal Academy of Arts. Zwischen 1913 und 1916 arbeitete er an der Innenausstattung von Kirchen in Leek, wobei er Glasmalereien, Wandteppiche und Wandbilder schuf. 1917 stellte er sowohl bei der Society of Sculptors als auch bei der Arts and Craft Society aus. Aus dieser Periode stammen zwei seiner bekanntesten Gemälde: The Giant Stride (1918) und Snow in Springtime (1919). Gegen Ende des Ersten Weltkrieges diente er im Royal Army Service Corps.
Nach Kriegsende stellte Platt im New English Art Club für das British Council aus und gewann 1922 eine Goldmedaille bei der International Print Makers' Exhibition, die von der California Society of Printmakers organisiert wurde. Er entwarf mehrere Plakate für die Londoner U-Bahn  und wirkte weiterhin als Lehrer: 1919 unterrichtete er an der Harrogate School of Art und 1920 an der Derby School of Art. Er war von 1920 bis 1923 Leiter der Abteilung für Bildende Kunst am Edinburgh College of Art und von 1923 bis 1929 Direktor der Leicester School of Art. Anschließend übernahm er die Leitung der Blackheath School of Art in London. Dort schuf er in den 1930er Jahren zahlreiche vielbeachtete Holzschnitte, Drucke und Seestücke. Er veröffentlichte das Buch Colour Woodcuts: a Book of Reproductions and a Handbook of Method (1938) sowie viele Artikel. Von 1938 bis 1953 war Platt Präsident der Society of Graver Painters in Colour.
Während des Zweiten Weltkriegs wurden viele seiner Gemälde vom War Artists' Advisory Committee gekauft und er bekam 1943 einen Vollzeitvertrag zur Herstellung von Gemälden für das Ministry of War Transport. In den nächsten Jahren malte er hauptsächlich Szenen des  Flussverkehrs, des Seerettungsdienstes, des Seetransports, der Docks und Rangierbahnhöfe. In einem Atelier in Putney arbeitete er meistens an der Themse und in ihrer Umgebung. Um seine Aufträge auszuführen, besuchte er auch Liverpool und Cornwall.
Nach dem Zweiten Weltkrieg hatte er 1947 eine große Einzelausstellung Fifty Years of the Colour Print in Kensington. Nachdem seine Frau 1949 gestorben war, zog er 1950 nach Eastbourne. Einige von Platts Werken aus der Kriegszeit befinden sich in den Sammlungen des Imperial War Museum und des National Maritime Museum, einige Drucke seiner  Werke finden sich im Besitz des British Museum. Platts Werk The Port of St Tropez befindet sich im Besitz der Tate Gallery. Das New Yorker Metropolitan Museum of Art  besitzt auch einige Exemplare von Platts Werk. Nach seinem Tod spendete seine Familie seine Werkzeuge dem Victoria and Albert Museum.